# Thân leo

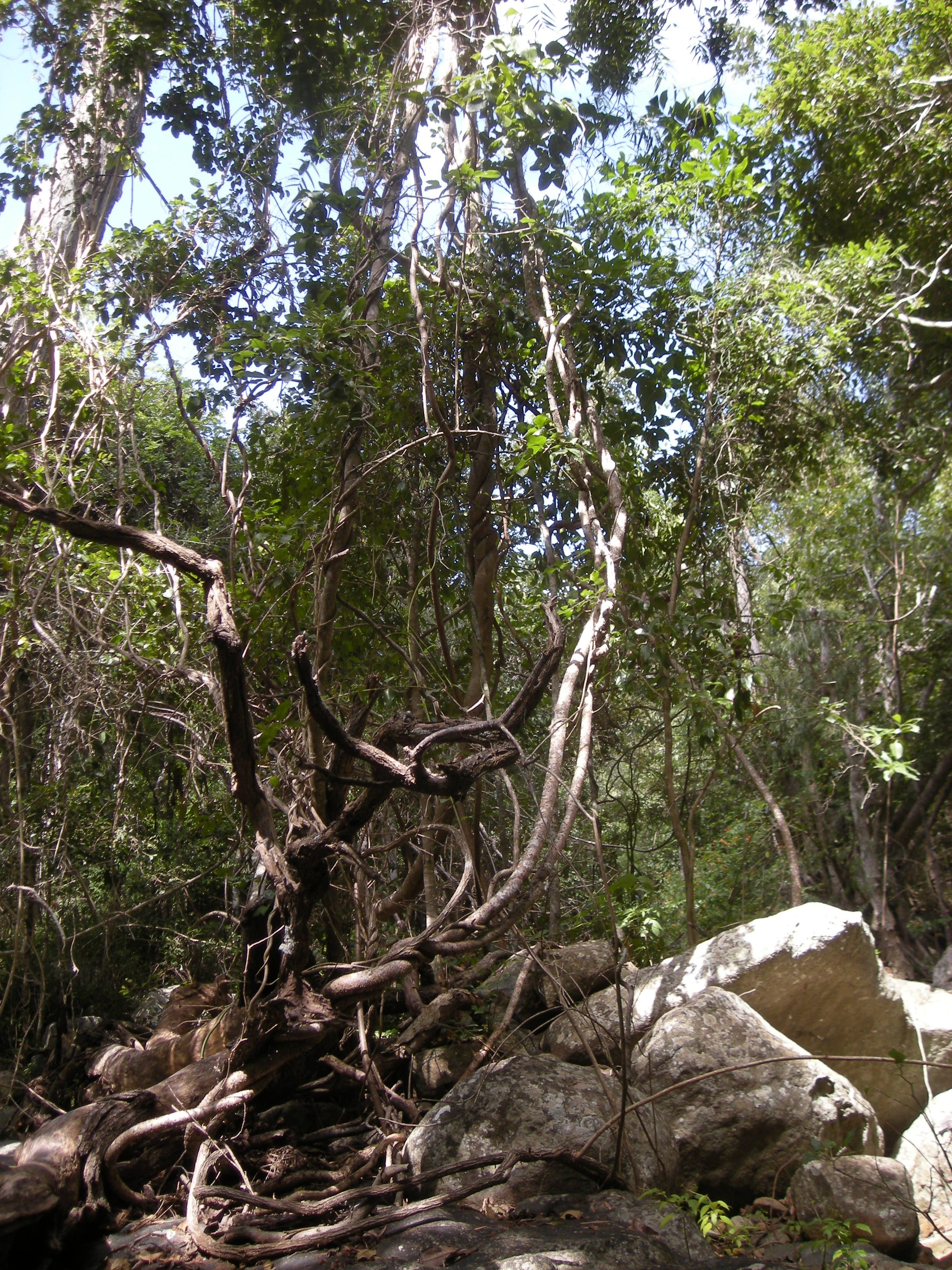
Đống loài hỗn hợp thân leo ở vùng nhiệt đới Australia

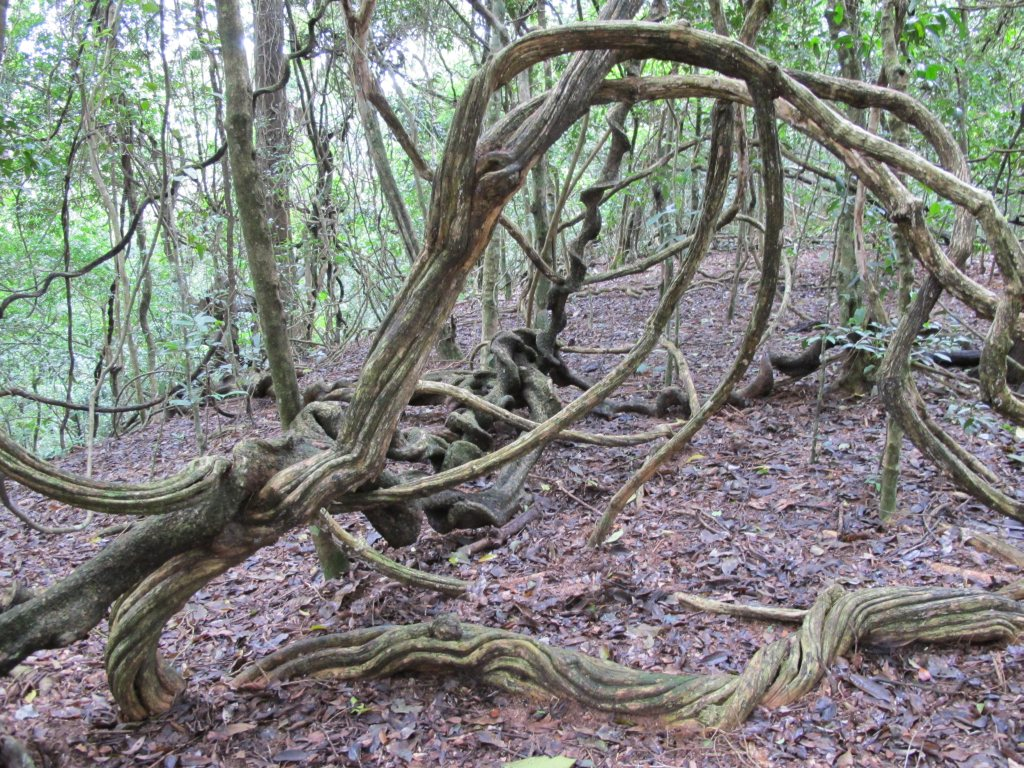
Thân leo ở Udawattakele, Sri Lanka

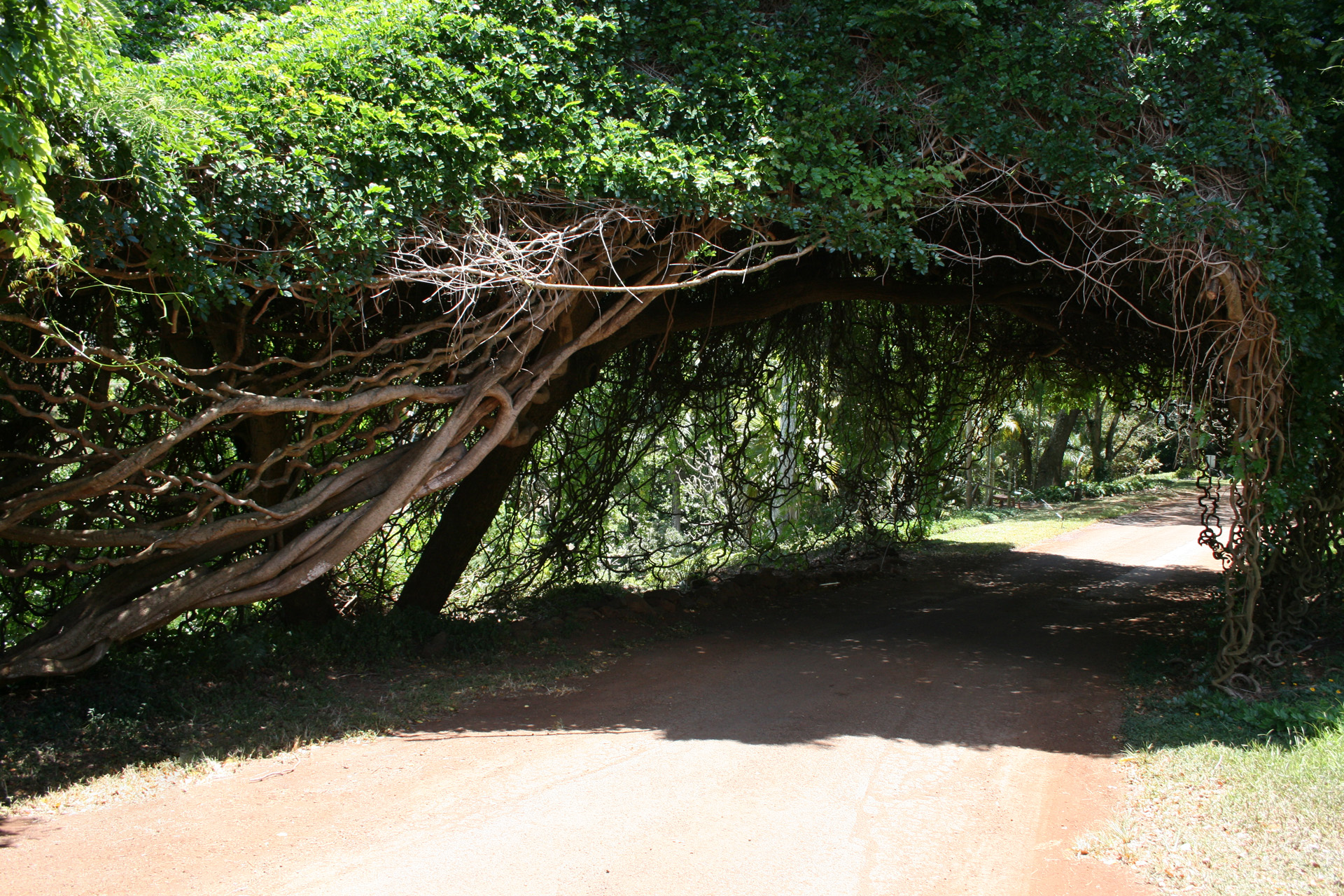
Tán cây Entada gigas hình thành trên cây leo bậc thang khỉ (Bauhinia glabra) ở Kauai, Hawaii

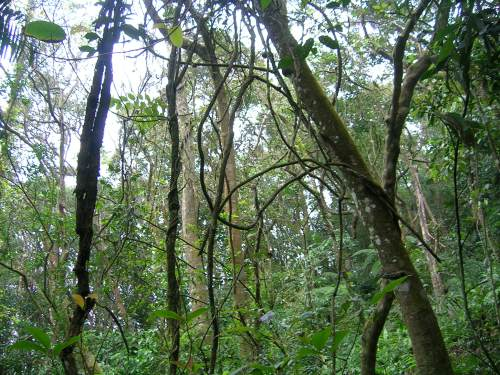
Thân leo vướng vào một khu rừng ở Ghat Tây

Thân leo là hình thức sinh trưởng của bất kỳ loại dây leo có thân dài, quấn quanh cây thân gỗ, có rễ cắm sâu vào đất ở mặt đất và sử dụng cây cũng như các phương tiện hỗ trợ thẳng đứng khác để leo trèo lên tán cây nhằm tìm kiếm ánh nắng trực tiếp. Từ liana (thân leo trong tiếng Anh) không đề cập đến nhóm phân loại, mà là một hình thức sinh trưởng của thực vật – giống như cây gỗ hoặc cây bụi. Nó xuất phát từ tiếng Pháp tiêu chuẩn liane, bản thân nó có nguồn gốc từ một từ phương ngữ tiếng Pháp ở Antilles có nghĩa là bó.

## Sinh thái học
Thân leo là đặc trưng của rừng lá rộng ẩm nhiệt đới (đặc biệt là rừng theo mùa), nhưng có thể được tìm thấy ở rừng mưa ôn đới và rừng rụng lá ôn đới. Ngoài ra còn có các loài thân leo ôn đới, ví dụ như các loài thuộc chi Clematis hoặc Vitis (nho dại). Thân leo có thể tạo thành những cây cầu giữa tán rừng, cung cấp cho động vật sống trên cây, bao gồm kiến và nhiều động vật không xương sống khác, thằn lằn, gặm nhấm, lười, khỉ và vượn cáo những con đường xuyên rừng. Ví dụ, trong rừng nhiệt đới phía Đông Madagascar, nhiều vượn cáo có khả năng di chuyển cao hơn nhờ mạng lưới thân leo nằm giữa các loài cây thẳng đứng. Nhiều vượn cáo ưa thích những cây có thân leo làm nơi trú ngụ cho chúng.
Thân leo không lấy chất dinh dưỡng trực tiếp từ cây mà sống và nhận dinh dưỡng từ nhựa sống của cây, do đó chúng là loài ký sinh trên cây. Cụ thể, chúng làm giảm đáng kể sự phát triển và khả năng sinh sản của cây, gia tăng đáng kể tỷ lệ chết cây, ngăn chặn cây con hình thành, biến đổi tiến trình tái sinh trong rừng, và cuối cùng là làm giảm tỷ lệ quần thể cây sinh trưởng. Ví dụ, cây rừng không bị thân leo quấn sẽ cho nhiều quả hơn 150%; cây gặp phải thân leo có khả năng chết gấp đôi.
Thân leo có đặc điểm thích nghi độc đáo khi sống trong rừng như thế vì chúng sử dụng cây chủ để đạt được sự ổn định và vươn đến đỉnh của tán cây. Thân leo trực tiếp gây tổn hại cho vật chủ bằng cách mài mòn và bóp nghẹt cơ học, khiến vật chủ dễ bị tổn hại do băng và gió phá hoại, tăng khả năng cây chủ gãy đổ. Thân leo cũng hỗ trợ cây yếu hơn khi gió mạnh thổi bằng cách neo chúng vào cây khỏe hơn theo chiều ngang. Tuy nhiên, chúng có thể có tính tàn phá ở chỗ khi một cây đổ, các mối nối do thân leo tạo ra có thể khiến nhiều cây khác đổ xuống. Do những tác động tiêu cực này, cây không có thân leo sẽ có lợi thế hơn; một số loài đã tiến hóa những đặc điểm giúp chúng tránh hoặc rụng thân leo.
Một số thân leo có chiều dài lớn, chẳng hạn như Bauhinia sp. ở Surinam có chiều dài lên đến 600 mét. Hawkins đã chấp nhận chiều dài 1,5 km cho loài Entada phaseoloides. Thân leo một lá mầm dài nhất là Calamus manan (hay Calamus ornatus) với chiều dài chính xác là 240 m. Một cách để phân biệt thân leo với cây gỗ và cây bụi là dựa trên độ cứng, cụ thể là mô đun Young của các bộ phận khác nhau của thân cây. Cây gỗ và cây bụi có cành non và nhánh nhỏ khá linh hoạt và sinh trưởng già hơn như thân và nhánh lớn thì cứng hơn. Thân leo thường sinh trưởng non cứng, còn dạng già phát triển linh hoạt hơn ở gốc thân.

## Ví dụ
Một số họ và chi có chứa loài thân leo bao gồm:
- Gnetophyta
  - Gnetum
- Acanthaceae
  - Mendoncia
  - Thunbergia, VD: T. grandiflora và T. mysorensis
- Anacardiaceae
  - Attilaea
  - Rhus
  - Toxicodendron
- Ancistrocladaceae
  - Ancistrocladus
- Annonaceae
  - Artabotrys
  - Fissistigma
  - Uvaria
- Apocynaceae
  - Fockea, VD: F. multiflora
  - Odontadenia
  - Stephanotis
  - Strophanthus, VD: S. sarmentosus
- Arecaceae
  - Calamus
  - Daemonorops
- Araceae
  - Pothos, VD: P. lancifolius
- Aristolochiaceae
  - Aristolochia
- Bignoniaceae
  - Anemopaegma
  - Pyrostegia
- Capparaceae
  - Capparis
- Celastraceae
  - Celastrus
- Connaraceae
  - Connarus
- Dilleniaceae
  - Doliocarpus[4]
- Dioscoreaceae
  - Dioscorea, VD: D. sylvatica
- Fabaceae
  - vài loài Acacia, VD: A. concinna
  - Callerya megasperma
  - Dalbergia armata
  - Derris
  - Entada
  - Hultholia mimosoides
  - Machaerium
  - Mezoneuron
  - Mucuna, VD: M. bennettii
  - Pterolobium
  - Lasiobema
  - Strongylodon, VD: S. macrobotrys
  - Wisteria
- Flagellariaceae
  - Flagellaria indica
- Loganiaceae
  - Strychnos, VD: S. axillaris
- Nepenthaceae
  - Nepenthes
- Nyctaginaceae
  - Bougainvillea
- Oleaceae
  - Jasminum
- Polygalaceae
  - Moutabea, VD: M. Aculeata
- Rosaceae
  - Rosa banksiae
- Sapindaceae
  - Paullinia
- Rhamnaceae
  - Ventilago
  - Ziziphus
- Rubiaceae
  - Uncaria
- Rutaceae
  - Toddalia asiatica
- Schlegeliaceae
  - Schlegelia
- Smilacaceae
  - Smilax
- Verbenaceae
  - Petrea, VD: P. volubilis
- Vitaceae
  - Ampelopsis
  - Cissus, VD: C. hypoglauca
  - Parthenocissus
  - Tetrastigma
  - Vitis